# The Wizard (película)
The Wizard (titulada El campeón del videojuego o El pequeño mago en España y El genio o El Video-Genio en Latinoamérica), es una película de comedia dramática de aventuras estrenada en 1989 dirigida por Todd Holland y protagonizada por Fred Savage, Luke Edwards y Jenny Lewis. La película acompaña a tres niños en su viaje a California para que el más joven de ellos, una persona emocionalmente retraída, pueda competir en un torneo de videojuegos. La película también fue conocida por ser la presentación en Norteamérica de lo que se convertiría en uno de los videojuegos más vendidos de todos los tiempos, Super Mario Bros. 3., además de revelar en exclusiva la ubicación de la segunda flauta mágica.

## Argumento
Jimmy (Luke Edwards) es un chico que ha sufrido un grave trastorno mental desde que su hermana gemela se ahogó en un río. No interactúa con nadie, pasa la mayor parte del tiempo construyendo cosas con bloques o cajas y siempre lleva su fiambrera con él. Está empeñado en ir a "California", la única palabra que puede pronunciar desde el trágico accidente. El trauma de Jimmy también ha disuelto a su familia: él vive con su madre Christine (Wendy Phillips) y su padrastro el Sr. Bateman (Sam McMurray), mientras que sus hermanastros Corey (Fred Savage) y Nick (Christian Slater) viven con su padre Sam (Beau Bridges). Cuando internan a Jimmy en un centro psiquiátrico infantil, Corey lo libera y huye con él en dirección a California. La madre de Jimmy y su padrastro contratan a Putnam (Will Seltzer), un codicioso y vulgar cazador de fugitivos, para traerle de vuelta. El padre de Corey y su hermano mayor compiten con él y ambos sabotearán todos sus planes.
Por el camino conocen a una chica llamada Haley (Jenny Lewis) que se dirige a su hogar en Reno. Al descubrir que Jimmy tiene una habilidad innata con los videojuegos luego de haber conseguido 50,000 puntos en Double Dragon en poco tiempo, Haley (que le apoda "el mago") les habla sobre "Video Armageddon", un torneo de videojuegos con un premio de $50,000 dólares en efectivo y que se celebrará en Los Ángeles. La chica acepta ayudarles a llegar con la condición de llevarse parte del dinero. Al hacerlo, esperan demostrar que Jimmy no necesita vivir en un centro especial. El trío hace autoestop por todo el país utilizando la habilidad y apariencia inocente de Jimmy para sacar dinero a la gente jugando a videojuegos. Durante el viaje se encuentran con Lucas Barton (Jackey Vinson), un muchacho que les enseña su Power Glove y su destreza en el videojuego Rad Racer, manifestando que él también participará.
Por fin llegan a Reno, donde se revela que Haley quiere su parte del premio para ayudar a su padre a comprar una casa. Con la ayuda de un camionero conocido, Spankey (Frank McRae), emplean el dinero ganado en las mesas de dados para entrenar a Jimmy con las máquinas recreativas Nintendo PlayChoice-10 (entrena con juegos como Mega Man 3, Contra y Teenage Mutant Ninja Turtles). Al llegar a "Video Armageddon", que se celebra en los Estudios Universal de Hollywood, Jimmy consigue clasificarse a la final después de una ronda preliminar jugando al Ninja Gaiden. El resto de la familia se reúne en el evento, así como Putnam, que persigue a los niños a través del parque, incluso dentro de la atracción de King Kong Encounter y casi consigue que Jimmy se pierda la ronda final. Jimmy compite con otros dos finalistas, entre ellos Lucas Barton, jugando al Super Mario Bros. 3, que en ese momento todavía no había salido a la venta en los Estados Unidos, y Jimmy gana el torneo en el último segundo tras encontrar una flauta mágica en el primer castillo.
De vuelta a casa, la familia pasa por los dinosaurios de Cabazon, una atracción turística, Jimmy solo reconoce ese recuerdo el cual le llama “California” durante toda la película, al verlos se pone muy inquieto, queriendo bajarse del carro en movimiento por lo que detienen en el arcén. Sale corriendo del coche y se mete en uno de los dinosaurios. Su familia va tras él. En el interior, Jimmy saca de su fiambrera una de las fotos que lleva de su hermana en la que aparece junto al resto de la familia durante unas vacaciones al pie de los dinosaurios. Es entonces cuando Corey se da cuenta de que Jimmy simplemente quería dejar los recuerdos de su hermana en un lugar donde ella fuese feliz. Tras dejar la fiambrera en el interior del dinosaurio, toda la familia vuelve a casa.

## Reparto
- Fred Savage como Corey Woods
- Luke Edwards como Jimmy Woods
- Jenny Lewis como Haley Brooks
- Beau Bridges como Sam Woods
- Christian Slater como Nick Woods
- Will Seltzer como el Sr. Putnam
- Wendy Phillips como Christine Bateman
- Sam McMurray como el Sr. Bateman
- Frank McRae como Spankey
- Jackey Vinson como Lucas Barton
- Marisa DeSimone como Mora Grissom
- Dea McAllister como Consejera
- Beth Grant como Gerente
- Steven Grives como Anfitrión

Tobey Maguire hace un su primera aparición en una película como un amigo de Lucas en el Video Armageddon, sin embargo, no fue acreditado.

## Música
En los créditos de apertura suena la canción You Don’t Get Much de BoDeans, mientras que la canción I Live By The Groove de Paul Carrack lo hace en las escenas donde Jimmy está aprendiendo a jugar a videojuegos nuevos. También cuenta con Send Me An Angel del grupo australiano Real Life.

## Recepción
La película tuvo críticas dispares por parte de la prensa especializada, en su mayoría negativas. Algunos consideraron que The Wizard era poco más que un anuncio largo de Nintendo y Universal Studios Hollywood. Roger Ebert, por ejemplo, consideró las situaciones del argumento como inverosímiles, además de estar "filmada con ineptitud y ser exageradamente artificial”, mientras que la escritora del Washington Post Rita Kempley opinó que la película era "de mal gusto y moribunda”. 
A pesar de estas opiniones, The Wizard ha generado seguidores de culto. Llegó incluso a celebrarse un pase especial en el Alamo Drafthouse (Austin, Texas) que contó con la presencia de Fred Savage, Luke Edwards y el director Todd Holland, quienes respondieron después a las preguntas de los asistentes.

## Estrenos
The Wizard fue lanzada en VHS y Laserdisc en tres ocasiones: 1990, 1992 y 1997. Salió a la venta por primera vez en DVD (Región 2) el 2 de febrero de 2001 y, finalmente, en los EE. UU. y Canadá (Región 1) el 22 de agosto de 2006, entre 2007 y 2009 se emitió en Latinoamérica por el canal The Film Zone doblado en audio latino en los estudios de doblaje de Intersound en Los Ángeles.